# ¡Viva Chile! (álbum)
¡Viva Chile! es el primer álbum de estudio de la banda chilena Electrodomésticos, lanzado originalmente en formato casete el 7 de septiembre de 1986 en Chile por el sello EMI Odeon, en vinilo LP el mismo año en Argentina, y relanzado luego en 2006 en disco compacto.
El disco contiene las canciones «Yo la quería», uno de sus temas más conocidos parcialmente inspirado en la historia del crimen que hizo famoso al Chacal de Nahueltoro, y «Viva Chile», corte que da nombre al disco y que musicaliza una grabación donde se oye la música de inicio de Televisión Nacional de Chile en los 80, junto con un diálogo radial entre el locutor Carlos Sapag y la mentalista Yolanda Sultana.
En abril de 2008, la edición chilena de la revista Rolling Stone situó a este álbum en el 25.º lugar dentro de los 50 mejores discos chilenos de todos los tiempos.

## Lista de canciones
Toda la música compuesta por Carlos Cabezas. 
| Lado A |                          |          |  |
| N.º    | Título                   | Duración |  |
| 1.     | «Viva Chile»             | 5:19     |  |
| 2.     | «Cariño malo»            | 3:59     |  |
| 3.     | «No estás viviendo bien» | 6:26     |  |
| 4.     | «El pájaro»              | 4:27     |  |
| 5.     | «Gritzko (El gitano)»    | 2:56     |  |
| 23:07  |                          |          |  |

| Lado B |                            |          |  |
| N.º    | Título                     | Duración |  |
| 6.     | «Yo la quería»             | 6:26     |  |
| 7.     | «Andy Panda va a Alemania» | 4:30     |  |
| 8.     | «Tai-Tai»                  | 5:36     |  |
| 9.     | «Sirvase una empanadita»   | 5:15     |  |
| 21:47  |                            |          |  |

## Créditos
Electrodomésticos
- Carlos Cabezas: Voz, programación, sintetizadores, teclados, coros.
- Ernesto Medina: Voz, sintetizadores, coros.
- Silvio Paredes: Bajo, sintetizadores, coros.